# Flawith
Flawith – wieś w Anglii, w hrabstwie North Yorkshire, w dystrykcie (unitary authority) North Yorkshire. Leży 19 km na północny zachód od miasta York i 296 km na północ od Londynu.